# 制御棒

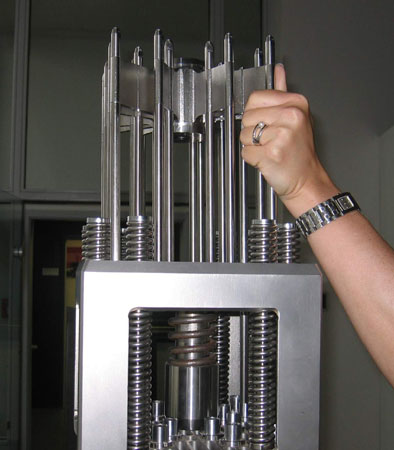
加圧水型原子炉用制御棒

制御棒（せいぎょぼう、英語：control rod）とは、原子炉の出力を制御するための棒状または板状の物体である。

## 概要
原子炉の出力制御のためには原子炉内の中性子数を調整して反応度を制御することが必要である。停止状態の原子炉には中性子を吸収(吸収断面積の高い)する制御材でできている制御棒が差し込まれており、核分裂反応に伴う中性子を吸収して臨界状態にならない様にしている。原子炉の起動時、制御棒を徐々に引き抜く事で炉内の中性子数を増加させ、臨界から定格出力になるまで反応を上げてゆく。緊急時には全て挿入され、原子炉を停止（原子炉スクラム）させる。

## BWRの制御棒
沸騰水型原子炉（BWR）は、冷却水の水量の増減による炉内蒸気ボイド（泡）の量によって短期的な出力調整が行えるため、制御棒は主に長期的な反応度の調整に用いられる。BWRは圧力容器上部に主蒸気系配管が通っているため、圧力容器の下方から水圧動作の制御棒駆動装置（CRD）で炉心内に挿入される。緊急時には蓄圧タンク（アキュムレーター）による加圧水の水圧により炉心に全挿入される。制御棒断面は4体の燃料集合体の間に挟まるような4つのブレードを持つ十字形をしており、運転サイクル中の原子炉の反応度変化に追随して細かな調整が行える様に、制御棒上部と下部では材質が変えられている。

## ABWRの制御棒
改良型沸騰型原子炉（ABWR）のCRDは水圧+電動（微駆動）となっている。

## PWRの制御棒
加圧水型原子炉（PWR）では、短期的な出力の調整に制御棒が用いられる。制御棒はあらかじめ燃料集合体内部に分散して組み込まれており、一括して制御されるため、「制御棒クラスター」と呼ばれている。制御棒クラスターは圧力容器上部の電動CRDによって炉心内に挿入される。緊急時には制御棒がCRDから切り離されて、重力により炉心内に全挿入される。制御棒断面は燃料棒と同じ円形をしている。一基のCRDには4体の燃料集合体の制御棒クラスターがまとめて接続されている。BWRとは用途が異なるため、制御棒の材質は異なる。なお、PWRの長期的な反応度調整は1次冷却水中のホウ酸濃度により行われる。

## 材質
その目的のために中性子を強く吸収する材料でできている。主なものを例として載せる。
- 炭化ホウ素
- カドミウム合金
- インジウム
- 銀
- ハフニウム